# Parepisactus carinatus
Parepisactus carinatus är en insektsart som beskrevs av Giglio-tos 1898. Parepisactus carinatus ingår i släktet Parepisactus och familjen Eumastacidae. Inga underarter finns listade i Catalogue of Life.